# Felices los 4
Felices los 4 è un singolo del cantante colombiano Maluma, pubblicato nel 2017 ed estratto dal suo terzo album in studio F.A.M.E..

## Tracce
- Download digitale

1. Felices los 4 – 3:49

- Download digitale (EP)

1. Felices los 4 – 3:49
2. Felices los 4 (Pop Version) – 3:34
3. Felices los 4 (Urban Version) – 3:44
4. Felices los 4 (Banda Version) – 3:50

## Salsa Version
Nel luglio 2017 è stata diffusa una nuova versione del brano, sottotitolata Salsa Version, che vede la partecipazione di Marc Anthony.

## Video musicale
Il videoclip ufficiale della canzone è stato diretto da Jessy Terrero e interpretato da Maluma, Natalia Barulich e Wilmer Valderrama.
Il video della Salsa Version è stato diretto dallo stesso Terrero.

## Classifiche
| Classifica (2017-18)  | Posizione massima |
| --------------------- | ----------------- |
| Belgio (Vallonia      | 83                |
| Canada                | 87                |
| Cile                  | 1                 |
| Colombia              | 1                 |
| Costa Rica            | 4                 |
| Ecuador               | 9                 |
| Francia               | 103               |
| Italia                | 48                |
| Messico               | 1                 |
| Portogallo            | 1                 |
| Repubblica Dominicana | 1                 |
| Spagna                | 2                 |
| Stati Uniti           | 48                |
| Svizzera              | 39                |
| Venezuela             | 14                |

### Classifiche di fine anno
| Classifica (2017) | Posizione |
| ----------------- | --------- |
| Brasile           | 72        |
| Perù              | 4         |